# سونسون
سونسون (به اسپانیایی: Sonsón) یک سکونتگاه مسکونی در کلمبیا است که در بخش انتیوکیا واقع شده‌است.